# Mytylschool
Een mytylschool is net als een tyltylschool een aangepaste school voor kinderen met een lichamelijke handicap.
Een mytylschool biedt regulier onderwijs in een individueel bepaald lestempo. Leerlingen kunnen op een mytylschool basisonderwijs volgen en ZMLK-, vmbo- en havo-onderwijs. Ook is veel aandacht voor hobby's als muziek en sport. Bepaalde therapieën worden ook op school aangeboden. Wel is het zo dat gemiste lesuren van voortgezetonderwijsleerlingen worden gecompenseerd met extra huiswerk. 
De toelaatbaarheid van leerlingen tot een mytylschool is afhankelijk van de zorgbehoefte die met de handicap gepaard gaat. Pas als deze zorgbehoefte de mogelijkheden van reguliere scholen overstijgt, komt een leerling voor plaatsing in aanmerking. 
De namen Mytyl en Tyltyl zijn overgenomen van het sprookje De blauwe vogel van Maurice Maeterlinck en zijn soortnamen geworden voor lichamelijk en meervoudig gehandicapte leerlingen. 